# Deilagaon annulatae
Deilagaon annulatae är en stekelart som beskrevs av Wiebes 1977. Deilagaon annulatae ingår i släktet Deilagaon och familjen fikonsteklar. Inga underarter finns listade i Catalogue of Life.